# Memphitische Tafel

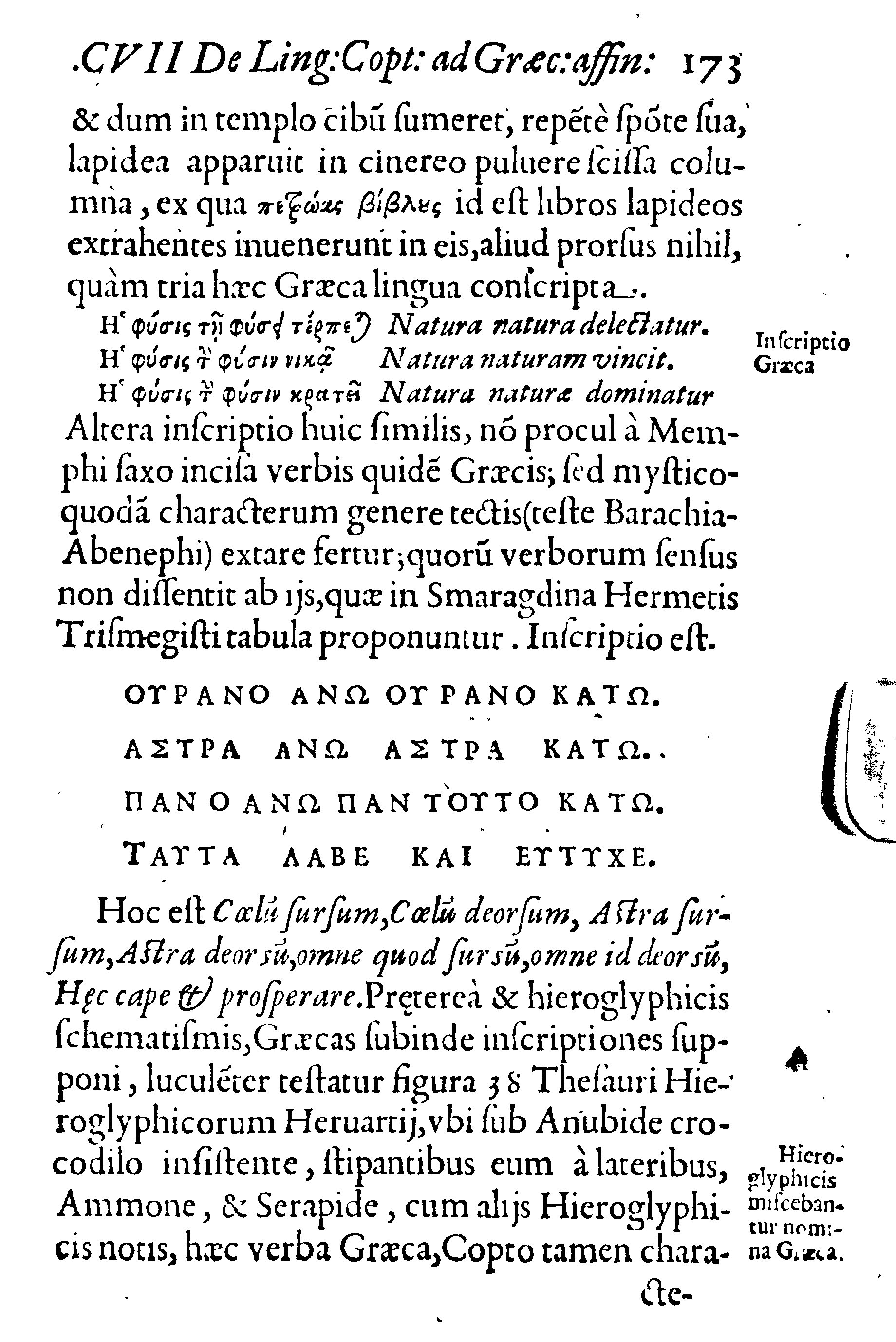
Text in griechischer Schrift im Prodromus Coptus von Athanisius Kircher

Die Memphitische Tafel (lat. Tabula memphitica) ist eine in griechischer Sprache abgefasste, in koptischen Buchstaben in einen Felsen gemeißelte Inschrift. Sie soll in der Nähe von Memphis (Ägypten) gefunden worden sein; ob sie wirklich existierte, ist unbekannt, wahrscheinlicher ist eher ein imaginärhistoriographischer Ursprung. Der Text jedoch gewann in der Geschichte der Alchemie Bedeutung, da sein Gehalt als eine verdichtete Version des Beginns der Tabula Smaragdina interpretiert werden kann.

## Erwähnungen des Textes in der Geschichte der Alchemie
Die Tafel beziehungsweise der Text wurde von Athanasius Kircher 1636 folgendermaßen übersetzt:
„Himmel oben, Himmel unten
Sterne oben, Sterne unten,
Alles, was oben, ist auch unten
Solches nimm und sei glücklich.“
(Prodromus Coptus. Kap. 7, S. 173)
Es existieren mehrere Versionen des Textes, so auch eine vom englischen Alchemisten Thomas Vaughan (1621–1665/1666), der unter dem Pseudonym Eugenius Philalethes in London 1650 folgende Übersetzung lieferte:
„Cælum sursum, Cælum deorsum. Astra sursum, Astra deorsum. Omne quod sursum, omne id deorsum. Hæc cape & felicitare.“
Karl Christoph Schmieder erwähnt die Tafel in seiner erstmals 1832 in Halle erschienenen Geschichte der Alchemie. Ihm zufolge beschreibt der 370 n. Chr. in Kyrene (Nordafrika) geborene und 413 n. Chr. in Ptolemais (Ägypten) gestorbene neuplatonische Philosoph und Bischof Synesios von Kyrene die Memphitische Tafel in seinem 402 entstandenen Werk Über Träume (original: „Peri Enhypnión“):
„Das ist nämlich der Schluss der Memphitischen Tafel, welche er“ (Synesios) „in einem anderen Werke mitgeteilt hat, worin unter der Aufschrift ‚Von Träumen‘ manches von den Lehren der Ägypter vorkommt. Es ist eine in Memphis gefundene Tempelschrift, welche also lautet:
ΟΥΡΑΝΟ.ΑΝΩ.ΟΥΡΑΝΟ.ΚΑΤΩ.
ΑΣΤΕΡΑ.ΑΝΩ.ΑΣΤΕΡΑ.ΚΑΤΩ.
ΠΑΝΩ.ΑΝΩ.ΠΑΝ.ΤΟΥΤΟ.ΚΑΤΩ.
ΤΑΥΤΑ.ΔΑΒΕ.ΚΑΙ.ΕΥΤΥΧΕ.“
Es folgt die gleiche Übersetzung wie oben und der Verweis auf „A. Kircher Prodrom.Coptic.Cap.VII,p. 173“, sowie bibliografische Angaben über Schriften des Synesios in der Pariser und in der Wiener Bibliothek.
Synesios formuliert diesen Gedanken in seinem Werk Dion Chrysostomos (403 n. Chr.): „In einem solchen Leben ist auch das Unten ein Oben“. Es erinnert an das 58. Fragment des Heraklit: όδός άνω χάτω μία χαί ώντη „Der Weg hinauf und hinab ist ein und derselbe.“
Den Fundort des Textes der Memphitischen Tafel Ägypten (Memphis) zuzuordnen, folgt der Tradition der meisten Alchemisten, die Ursprünge ihrer Gedankenwelt im alten Ägypten zu sehen,  oft personifiziert in Hermes Trismegistos, dem „Ägyptischen Weisen“. Die wissenschaftlichen Versuche, „Vorläufer in mesopotamischen Keilschrifttexten und ägyptischen Ritualen zu identifizieren, sind aus der Forschungsdisksussion weitgehend verschwunden. Dennoch schleicht sich dann und wann auch in neueren Publikationen die Vorstellung von den Ufern des Euphrat oder des Nil als Herkunftsort der Alchemie ein.“

## Philosophischer Gehalt
In der Tabula Smaragdina und in der Memphitischen Tafel wird der alchemistische Grundgedanke der Polarität der Welt und der Spiegelung des Makrokosmos im Mikrokosmos und vice versa in eine knappe Formulierung gebracht: Das Leben wird begriffen als Prozess des „Abstieges“ des Geistes in die Materie und der durch stufenweise Vervollkommnung erreichbaren Rückkehr zum Ursprung. „Im Tod schließt sich der Kreis von Abstieg und Rückkehr des Geistes.“
Symmetriebildungen spielen in der Alchemie sowohl in der Bildsprache als auch in den alchemistischen Verfahren eine große Rolle. So stehen sich in bildlichen Darstellungen der Tabula Smaragdina Sonne und Mond gegenüber: „Also entsprießen und kommen her alle Dinge von diesem einigen und allein durch einen Weg und füglich Schickung. Die Sonne ist sein Vater, der Mond ist seine Mutter.“ Der Zusammenfall der Gegensätze, das „Bemühen um die rechten Mischung“ ist die Suche nach dem Gesetz einer unverbrüchliche Einheit des Kosmos.